# المرحلة الفمية

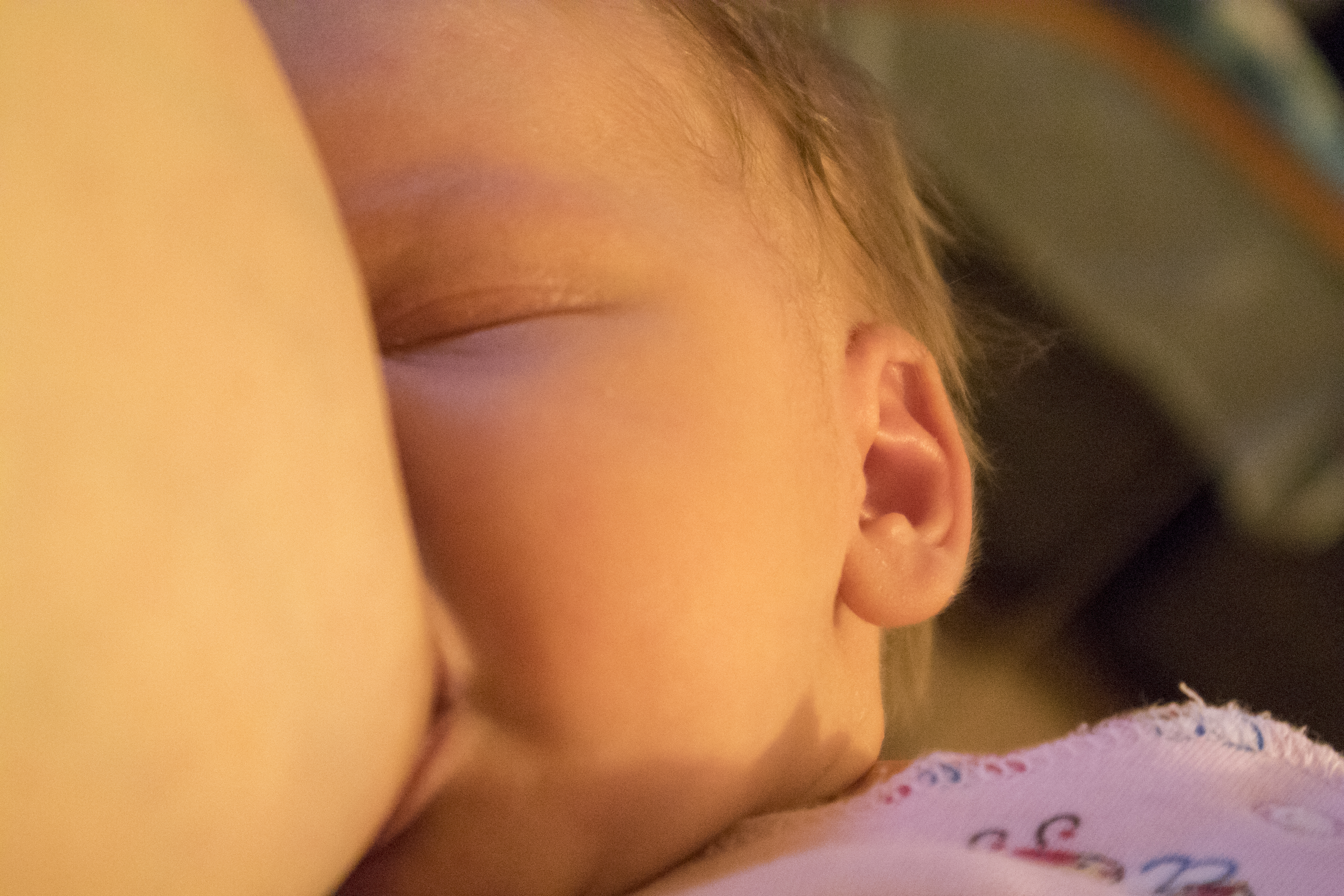
طفل يرضع من ثدي امرأة قد تكون أمه

يشير مصطلح المرحلة الشفوية (بالإنجليزية: Oral stage)‏ في التحليل النفسي لفرويد إلى مرحلة الأولي من النمو النفسي الجنسي، حيث يكون فم الرضيع هو منطقته الأساسية للشهوة الجنسية. وتمتد فترتها من الولادة إلى سن 18 شهرا، والمرحلة الشفوية هي الأولى من خمس مراحل للنمو النفسي الجنسي لفرويد: (1) الفمية (2) الشرجية (3) القضيبية (4) الكامنة و(5) التناسلية. وعلاوة على ذلك، فلكون المرحلة الفمية هي العلاقة الإنسانية الأولى للرضيع - بيولوجيا (غذائية) ونفسيا (عاطفية) - فإن مدتها تعتمد على عرف تربية الطفل لمجتمع الأم.